# Kapel van Kruisberg

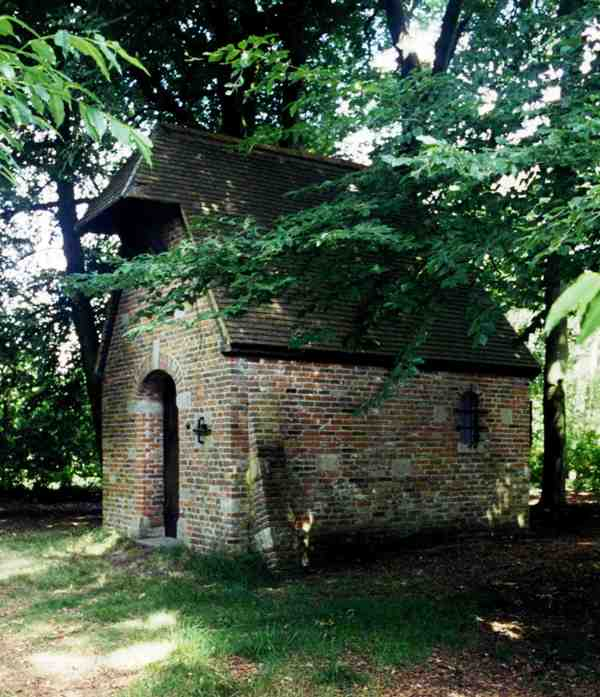
Kapel van Kruisberg

De Kapel van Kruisberg is een kapel in de Antwerpse gemeente Arendonk, gelegen aan De Lusthoven.
In de 17e eeuw, na 1648, stond hier een grenskerk voor de katholieke bewoners van Hooge Mierde en Lage Mierde, die in hun eigen land een tijd lang geen eredienst mochten houden. Toen de grenskerk overbodig werd, kwam er ter gedachtenis een kruis op deze plaats te staan.
In 1880 werd op deze plaats een kapel opgericht in neoclassicistische stijl. Het kapelletje, vlak bij de grens gelegen, werd tijdens de Eerste en Tweede Wereldoorlog vrijwel helemaal vernield en daarna weer opgebouwd.
Het is een bakstenen gebouwtje dat driezijdig afgesloten is. Typerend is het overkragende dak boven de ingang. Het interieur wordt overkluisd door een spitstongewelf.